# バスク人のディアスポラ
バスク人のディアスポラは、ヨーロッパのバスク地方を離れて暮らすバスク人の民族集団（ディアスポラ）のこと。
経済的・政治的な理由で、多くのバスク人がバスク地方を離れて故郷の外に移り住んでいる。バスク人の祖先を持つ人々は、アルゼンチン、コロンビア、チリ、ウルグアイ、キューバ、メキシコ、ベネズエラ、カナダ、アメリカ合衆国などに多い。

## 歴史
バスク人は伝統的に造船や航海を得意としていたため、またバスク地方は武器や機械類に用いる良質な鉄鉱石の産地だったため、スペイン帝国下では多くのバスク人が帝国の植民事業に参加し、バスク人は南北アメリカ、インド、フィリピンなど世界の幅広い範囲に移動した。19世紀以後には、兵役を忌避するフランス領のバスク人、スペイン内戦などから逃れるスペイン領のバスク人にとって南アメリカのラプラタ川流域が主要な亡命先となった。彼らは主に牧羊業を営み、ヨーロッパへの輸出で財をなして政界に進出する者も多かった。スペイン内戦中からフランコ独裁時代にはスペイン・バスクから多くのバスク人がスペイン国外に亡命しており、その数は15万人ともそれ以上とも言われている。スペイン内戦のゲルニカ爆撃によってスペイン・バスクに住む多くのバスク人が南アメリカへの移住を検討した。フランコ支持派のアグスティン・ペドロ・フストが大統領だったアルゼンチンはバスク人の入国を拒否したが、ウルグアイはスペインからバスク人を受け入れ、バスク自治政府首班（レンダカリ）であるホセ・アントニオ・アギーレにもウルグアイ市民権を与えた。ボリビアにはバスク人を含めて計50人のスペイン人が亡命した。ベネズエラはカトリック信者のバスク人のみを受け入れ、コロンビアはコロンビア人が職を失うことを恐れて受け入れを躊躇した。スペイン内戦期にはアルゼンチンでロベルト・マリーア・オルティス、チリでペドロ・アギーレ・セルダ、パラグアイでホセ・フェリクス・エスティガリビアと、南アメリカの3か国でバスク系の大統領が誕生しており、各政権はバスク人の亡命に協力した。
1950年代にはオーストラリア北東部にバスク人が集団移住してサトウキビ栽培者となった。1950年代から1960年代にはアメリカ合衆国・フロリダ州、中国・上海、フィリピンなどにバスク・ペロタの競技者が集団渡航し、バスク地方に帰国せずにそのまま定着する者も多かった。1970年代にスペインでフランシスコ・フランコ独裁政権が崩壊すると、バスク地方の生活水準が向上したこともあり、バスク人の海外移民は減少した。バスク地方はスペイン帝国時代から500年間に渡って人口流出を経験した一方で、工業化が進んだ19世紀末には他地域・他国から大量の人口が流入している。1880年代から1890年代にかけて、また1950年代から1970年代にかけて2度の大きな人口流入の波があり、1990年代以降には東欧・モロッコ・南アメリカなどからの流入が多い。
バスク人のディアスポラを主題としたドキュメンタリー作品に、2007年のGora Vasco! （ロベルト・アリスメンディ監督）、2010年のAmerikanuak（ゴルカ・ビルバオ監督・ナチョ・レイグ監督）、2012年のGuk, we（ヌリア・ビラルタ監督）などがある。

## 南アメリカ

### アルゼンチン
バスク系の人々はアルゼンチンの人口の10%を占めている。19世紀と20世紀には、アルゼンチンはスペイン・フランス双方からのバスク人の移住の主要な目的地だった。バスク人はアルゼンチンの文化と政治に消えることのない足跡を残しており、イポリト・イリゴージェンを代表に何人かの大統領を輩出している。また、多くの地名や人名にバスクの痕跡が見える。何世代かを経てもバスクの遺産はいまだ強力であり、主要都市にある多くのバスク文化センターを通じて文化を維持している。バスク語の姓を持つアルゼンチン人スポーツ選手は、しばしばエル・バスコ（バスク人）という愛称で呼ばれる。

### チリ
18世紀、スペイン・バスクやフランス領バスクから多くのバスク人が、商人としてリオ・デ・ラ・プラタ副王領チリに到着した。彼らはその勤勉性、起業家精神、肌の「白さ」などから社会階級の頂点に上り詰め、チリのエリート層と婚姻関係を結んだ。このバスク人とチリ人の結合は、今日のチリのエリート層の基礎となっている。1930年代後半にスペインでスペイン内戦が起こると、数千人のバスク人難民が戦禍を逃れてチリに辿りつき、彼らの多くの子孫がチリに暮らしている。カスティーリャ人やヨーロッパ出身の他民族よりも多くのバスク人が、スペイン出身の他民族と婚姻関係に至った。 バスク系チリ人の割合は調査によって異なるが、もっとも少ないとする出典では人口の10%（約160万人）、もっとも多いとする出典では20%（約320万人）がバスク系であると推定している。哲学者のミゲル・デ・ウナムーノは、バスク人による貢献が明確な事象として、「イエズス会」と「チリ共和国」のふたつを挙げている。

### コロンビア
コロンビアは早くからバスク人移民の対象地となった。1540年から1559年にかけての時期には、スペイン領コロンビアの住民の8.9%がバスクにルーツを持っていた。また、アンティオキア県住民の起業家精神性は、バスクからの移民やバスク語の特徴に起因していることが示唆されている。この地方で話されるスペイン語のアンティオキア方言には、バスク語からの影響が明白に観察できる。バスク語の影響は「マ」（ma、母親）、「コスコリア（coscorria、無能な）、「タップ（tap、叩く）などの単語で明らかである。バスク語はまた、発音にも影響を与えている。バスク人は何度かにわたってコロンビアへの移民を行っており、バスク系人はコロンビア全土に分布している。主にスペインの植民地時代の、数百人のバスク人が移民してスペインの植民会社と結びついた時代には、アンティオキア県はバスク＝ナバーラ移民の主要な経路だったと考えられている。
コロンビアとバスクの関係を研究した歴史学者として、アメリカ人のエヴェレット・ハーゲンとレナード・カスダンがいる。1957年、ハーゲンはアンティオキア県メデジンで電話調査を行い、調査対象の15%がバスク語かバスク起源の姓を持ち、調査対象の雇用者の最大25%がバスク語かバスク起源の姓を持つことを明らかにした。ハーゲンはこの調査によって、コロンビア史の文脈におけるアンティオキア県の工業発展の理由を説明した。また、アンティオキア県にはバスク美食文化の影響があるようである。バスクの「タロ」(talo)に「アレパ」(arepa)が影響されたと言われている。

#### 著名人物
- マリア・ラウラ・モントーヤ・ウペギ – カトリック教会の修道女。
- ホセ・デ・オバルディア – 政治家。第7代コロンビア副大統領（1851年-1855年）。
- フランシスコ・ハビエル・サルドゥア – 政治家。第14代コロンビア大統領（1882年）。
- ホセ・エウセビオ・オタロラ – 政治家。第16代コロンビア大統領（1882年-1884年）。
- ロベルト・ウルダネータ・アルベラエス – 政治家。（暫定）コロンビア大統領（1951年-1953年）。
- ダリオ・エチャンディア – 法曹・政治家。法務大臣（1967年-1968年）。
- フリオ・セサル・トゥルバイ・アヤラ – 政治家。第25代コロンビア大統領（1978年-1982年）。
- ニディア・キンテーロ・トゥルバイ – ファーストレディ。フリオ・セサル・トゥルバイ・アヤラの妻。
- フアネス – ロック歌手。
- アンドレア・エチェベリ – ロック歌手・ギタリスト。
- ビクトル・アリスティサバル – サッカー選手。

### ウルグアイ
ウルグアイの人口の最大10%は、少なくとも片親がバスク語の姓を持つと推定されている。ウルグアイへの移民の第一波は、1824年頃にフランス領バスクで起こった。ウルグアイではアギレガライ、アウンチャイン、アロセナ、ボルダベリー、オラサバルなどのバスク語姓が一般的であり、電話帳ではこれらの姓が多く確認できる。19世紀前半には南米各国が相次いでスペインから独立し、ヨーロッパからの移民を制限し出したが、国家の建設を急いだウルグアイはその例外だった。1842年には首都モンテビデオだけで14,000人のバスク人がいたとされる。フアン・マリーア・ボルダベリーやホセ・ムヒカなど、ウルグアイ大統領となったバスク系人は二桁に上る。

#### 著名人物
政治家
- カルロス・アナージャ – 政治家・歴史学者。ウルグアイ大統領（1834年-1835年）。
- マヌエル・オリベ – 軍人・政治家。ウルグアイ大統領（1835年-1838年）。
- アタナシオ・アギーレ – 政治家。ウルグアイ大統領（1864年-1865年）。
- フアン・イディアルテ・ボルダ – 政治家。ウルグアイ大統領（1894年-1897年）。
- フアン・カンピステグイ - 法曹・兵士・政治家。ウルグアイ大統領（1927年-1931年）。
- フアン・ホセ・デ・アメサーガ – 法曹・政治家。ウルグアイ大統領（1943年-1947年）。
- マルティン・エチェゴージェン – 法曹・政治家。ウルグアイ大統領（1959年-1960年）。
- エドゥアルド・ビクトル・アエード – 政治家。ウルグアイ大統領（1961年-1962年）。
- フアン・マリーア・ボルダベリー – 牧場経営者・政治家。第34代ウルグアイ大統領（1972年-1976年）。
- ドミンゴ・ボルダベリー – 法学者・牧場経営者・政治家。
- ロドニー・アリスメンディ – 政治家・政治著作家。共産主義者。
- ゴンサロ・アギーレ – 法曹・政治家。ウルグアイ副大統領（1990年-1995年）。
- ホセ・ムヒカ – 政治家。ウルグアイ大統領（2010年-2015年）。
- ホルヘ・ララニャガ – 法曹・政治家。

その他
- ダマソ・アントニオ・ララニャガ – 聖職者・自然主義者。
- ドミンゴ・オルドニャーナ – 牧場経営者。
- ダニエル・チャバリア – 活動家・著作家。
- エミリオ・オリベ – 詩人。
- アルフレド・シタロサ – 歌手・作曲家。
- ディエゴ・フォルラン – サッカー選手。
- セバスティアン・エグレン – サッカー選手。
- アントニオ・アルサメンディ – サッカー選手。
- サンティアゴ・オストラーサ – サッカー選手。
- ジョナタン・ウレタビスカヤ – サッカー選手。

### その他
シモン・ボリバルはスペイン帝国のベネズエラ総督領カラカスに生まれた。ボリバル家は16世紀にビスカヤ地方のシオルツァ＝ボリバルからベネズエラに渡ったバスク人の家系である。ボリバルは1810年代から1820年代初頭に南米大陸のアンデス5か国をスペインからの独立に導き、ベネズエラ第二共和国大統領、ベネズエラ第三共和国大統領、大コロンビア初代大統領、ボリビア初代大統領、ペルー第8代大統領などを歴任した。ラテンアメリカでは「解放者」（リベルタドール）とも呼ばれる。「ボリバル」という姓はボリビアの国名の由来となり、ベネズエラの通貨単位として使用されている。

## 北アメリカ

### サンピエール島・ミクロン島
カナダのニューファンドランド島に隣接するサンピエール島・ミクロン島は、フランスの海外準県であり、Miquelonという地名はMichaelのバスク語形である。大航海時代の1520年にポルトガル人がこれらの島を発見する前に、バスク地方から船を出したバスク人漁業者が頻繁にサンピエール島・ミクロン島を訪れていた。今日では、多くのバスク系人がこれらの島に居住しており、サンピエール島・ミクロン島の非公式旗には左上にイクリニャ（バスク国旗）が描かれている。

### メキシコ
バスク語の地名はメキシコ北東部の多くの場所で見られ、ドゥランゴ、ヘネラル・スアスア、アランベリなどがある。スペイン人の探検や定住によってヌエバ・エスパーニャ副王領北部が成立し、当時のヌエバ・ビスカヤは現在のチワワ州とドゥランゴ州に相当する。1930年代のスペイン内戦時には、バスク地方から1万人の難民がメキシコやラテンアメリカに政治的亡命を行った。
バスク系メキシコ人の多くは、モンテレイ、サルティーヨ、カマルゴなどの都市や、ハリスコ州、ドゥランゴ州、ヌエボ・レオン州、タマウリパス州、コアウイラ州などの州に集中している。バスク人は鉱業に重要な役割を果たし、多くは牧場主やカウボーイ、残りはメキシコシティ、グアダラハラ、プエブラなどの都市の小規模商店主となった。
メキシコの人口の2%がバスク系であると推定され、20世紀初頭のスペインからの移民によってコミュニティは拡大している。多くの著名なメキシコ人はバスクの家系に生まれている。例えば初代メキシコ皇帝アグスティン1世、17世紀の学者・詩人フアナ・イネス・デ・ラ・クルスなどである。その他には、政治家や軍人にはフアン・デ・オニャーテ（コンキスタドール）、パンチョ・ビリャ（革命家・将軍）、ビセンテ・フォックス・ケサーダ（第55第メキシコ大統領）などがおり、文化人にはマリア・フェリックス（女優）、ドロレス・デル・リオ（女優）、アレハンドロ・ゴンサレス・イニャリトゥ（映画監督）などがいる。

### アメリカ合衆国
2000年の国勢調査によると、アメリカ合衆国に居住するバスク系人は約57,000人だった。1980年の国勢調査まで、バスク系人は連邦政府にひとつのカテゴリとして認識されておらず、通常はスペイン人またはフランス人というカテゴリに分類された。自身をスペイン系、フランス系、ラテンアメリカ系であると認識しているバスク系アメリカ人はこの数字以上であると推測されている。
バスク系アメリカ人がもっとも集中している地域は西部のアイダホ州ボイシであり、約15,000人のバスク系アメリカ人が居住している。ボイシにはバスク博物館とバスク文化センターがあり、5年おきにハイアルディ(Jaialdi)という名称の大規模なバスク祭典を開催している。ボイシのバスク人コミュニティの大部分はスペイン・バスクのビスカヤ出身者の子孫である。
テキサス州南部のリオ・グランデ谷、メキシコ＝アメリカ国境付近では、多くの人々がバスクの伝統かバスク語の姓を持っている。今日でも、スペイン・バスクからヌエバ・エスパーニャへのスペイン人入植者に与えられた多くの牧場が残っている。彼らは主にスペインかメキシコからの入植者の子孫である。
その他には、アメリカ合衆国西部のネバダ州リノやカリフォルニア州のセントラル・バレー地域が大きなバスク系人人口を持つ。ネバダ州ウィネマツカは毎年バスク祭典を開催しており、バスク舞踊、バスク料理、バスク文化などを祝っている。彼らが19世紀にネバダに到着した際にはスペイン、フランス、メキシコ国籍だった。リノにはネバダ大学リノ校があり、アメリカ合衆国で唯一バスクを対象とした学科（バスク研究センター）がある。カリフォルニア州チノにもバスク文化の歴史が存在し、チノではバスク舞踊、バスク料理、バスク文化を祝うバスク祭典を2年ごとに開催している。周辺のサン・ベルナルディーノ地域にも多くのバスク系人が居住している。
大航海時代のクリストファー・コロンブスの時代から、アメリカ大陸ではバスク人が存在感を放っていた。カスティーリャの王冠の下でバスク人は、スペイン帝国の探検家、司祭、コンキスタドールとして活動した。コロラド州デュランゴ、ニューファンドランド島のトレパシー(Trepassey)、南フロリダのビスケーン湾などの地名にバスクの痕跡が残っている。1848年にカリフォルニア・ゴールドラッシュが起こると、バスク人はアメリカ合衆国の英語圏にやってくるようになった。バスク人の最初の波は、すでにチリやアルゼンチンに入植していたバスク人であり、彼らは金の発見を聞いてアメリカ大陸を北に向かった。ゴールドラッシュが収束すると、ほとんどのバスク人移民はセントラル・バレーで牧場経営者や羊飼いとなり、後にはネバダ州北部やアイダホ州南部にも進出した。アメリカでの同朋の成功を聞き、さらに多くのバスク人がバスク地方からアメリカ合衆国に到着した。バスク人の移民は、1921年に制定されたNational Origins Quota Actで中断された。ネバダ州選出のパトリック・マッカラン上院議員によって1952年に移民国籍法（マッカラン＝ウォルター法）が改正され、アメリカ合衆国への移民制度は厳格化されたが、500人のバスク人（厳密には「スペインの羊飼い」）が移民を許された。

サンピエール島・ミクロン島の非公式旗
メキシコシティのバスク料理店
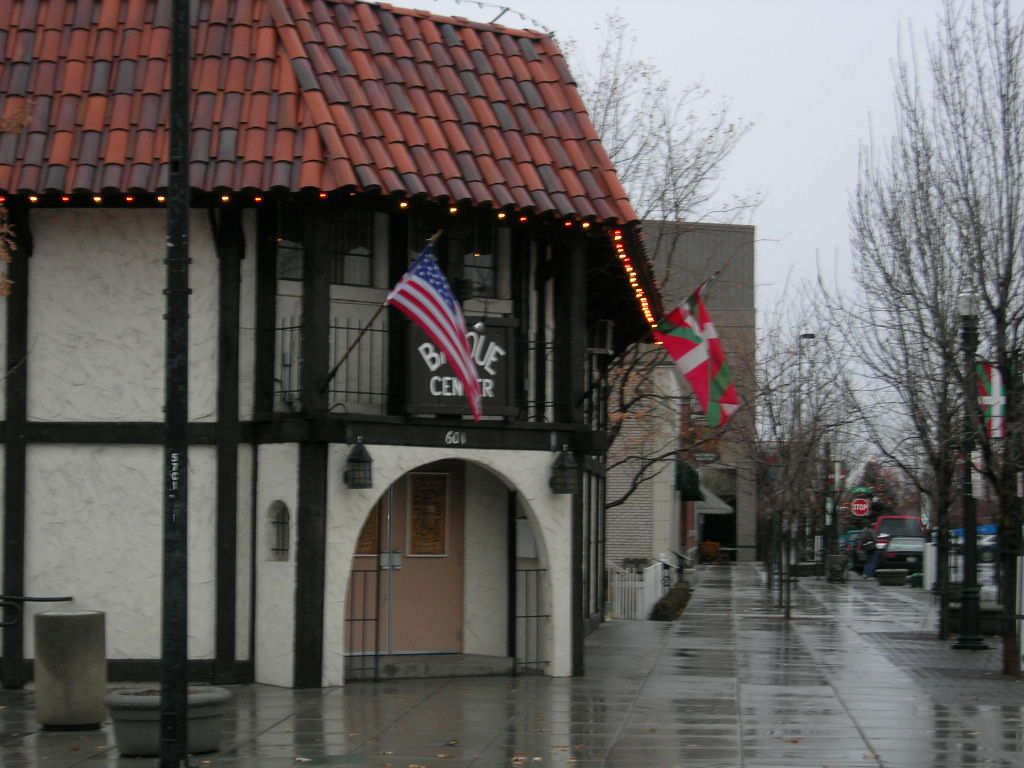
アメリカ合衆国アイダホ州ボイシにあるバスク・センター

## アジア

### フィリピン
フィリピンがスペインの植民地だった時代、スペインからの移民の一部がバスク人であり、彼らは兵士、軍隊における船員、スペイン帝国の海軍軍人、商人、宣教師、聖職者がほとんどだった。バスク系の家系は、時間をかけてゆっくりとフィリピンの社会的な風景に統合し、フィリピンでもっとも著名な家系のひとつとして自らを成長させていった。今日、バスク系フィリピン人は自身をフィリピン人であるとみなしており、フィリピンの実業界や政治界で影響力を保っている。バスク系フィリピン人には、ヨン・ラモン・アボイティスなどのアボイティス家、ソベル・デ・アヤラなどのアヤラ家（アヤラ財閥）、サルバドール・アラネタなどのアラネタ家(英語版)（アラネタ財閥）などがあり、政治的に影響力がある家系にはフアン・ミゲル・スビリなどのスビリ家、オサミス家などがある。

### 日本
アジア初のカトリック教会の宣教師の中には、イエズス会のフランシスコ・ザビエルなどのバスク人が含まれていた。ザビエルはインドのゴアや日本の長崎などで布教した後、1552年に中国・広東省の上川島で死去した。パリ外国宣教会のソーヴール・カンドウは1925年に日本に派遣され、その文化的活動で知られた存在となった。イエズス会のペドロ・アルペは1940年に日本に派遣され、1945年8月6日の広島への原爆投下を経験した。

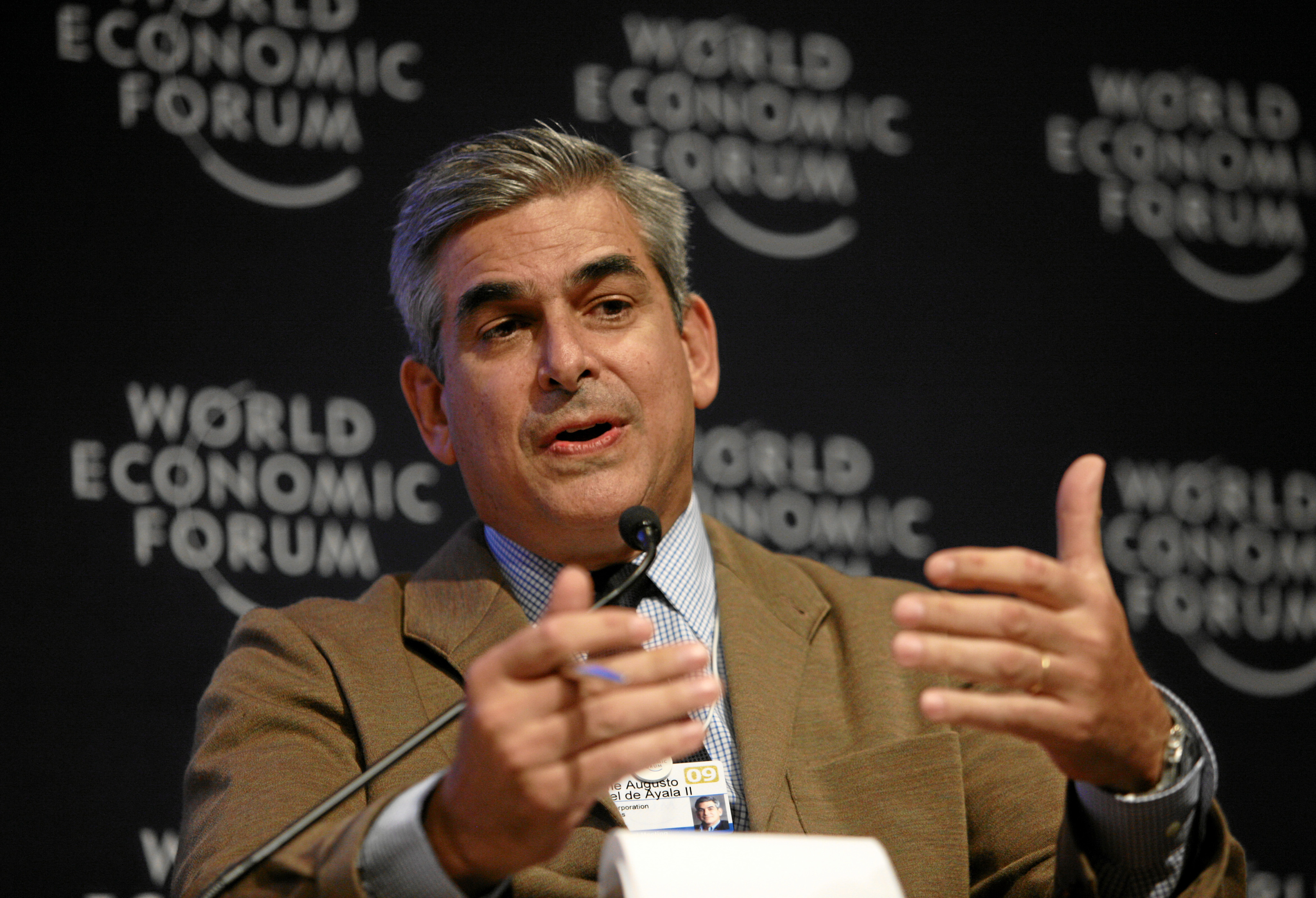
バスク系フィリピン人でアヤラ・コーポレーションCEOのハイメ・アウグスト・ソベル・デ・アヤラ
アジアで宣教活動を行なったフランシスコ・ザビエル